# Panicum leptachne
Panicum leptachne är en gräsart som beskrevs av Johann es Christoph Christian Döll. Panicum leptachne ingår i släktet vipphirser, och familjen gräs. Inga underarter finns listade i Catalogue of Life.